# Colômbia nos Jogos Pan-Americanos de 2023
A Colômbia competiu nos Jogos Pan-Americanos de 2023 em Santiago, no Chile, de 20 de outubro a 5 de novembro de 2023. Foi a 19.ª aparição do país nos Jogos Pan-Americanos, tendo participado de todas as edições desde a estreia dos Jogos, em 1951.

## Competidores
Abaixo está a lista do número de competidores (por gênero) participando dos jogos por esporte/disciplina.
| Esporte               | Masculino | Feminino | Total |
| --------------------- | --------- | -------- | ----- |
| Basquetebol           | 0         | 4        | 4     |
| Beisebol              | 24        | 0        | 24    |
| Boliche               | 2         | 2        | 4     |
| Boxe                  | 4         | 4        | 8     |
| Canoagem              | 3         | 2        | 5     |
| Caratê                | 5         | 5        | 10    |
| Ciclismo              | 18        | 20       | 38    |
| Ginástica             | 6         | 13       | 19    |
| Esgrima               | 9         | 9        | 18    |
| Esqui aquático        | 1         | 1        | 6     |
| Futebol               | 18        | 0        | 18    |
| Levantamento de peso  | 8         | 6        | 14    |
| Lutas                 | 5         | 1        | 6     |
| Natação               | 3         | 1        | 4     |
| Natação artística     | —         | 9        | 9     |
| Patinação sobre rodas | 4         | 6        | 10    |
| Pentatlo moderno      | 1         | 1        | 2     |
| Raquetebol            | 0         | 2        | 2     |
| Rugby sevens          | 0         | 12       | 12    |
| Squash                | 3         | 3        | 6     |
| Surfe                 | 0         | 2        | 2     |
| Taekwondo             | 5         | 3        | 8     |
| Tênis                 | 0         | 1        | 1     |
| Tênis de mesa         | 2         | 3        | 5     |
| Tiro com arco         | 5         | 5        | 10    |
| Tiro esportivo        | 7         | 1        | 8     |
| Vela                  | 3         | 2        | 5     |
| Voleibol              | 12        | 12       | 24    |
| Total                 | 148       | 130      | 282   |

## Basquetebol
3x3

### Feminino
A Colômbia qualificou uma equipe feminina (de 4 atletas) após vencer os Jogos Pan-Americanos Júnior de 2021.
Sumário
| Equipe            | Evento   | Fase preliminar      | Fase preliminar      | Fase preliminar      | Fase preliminar      | Fase preliminar      | Fase preliminar | Semifinal            | Final / MB / Po.     | Final / MB / Po. |
| Equipe            | Evento   | Adversário Resultado | Adversário Resultado | Adversário Resultado | Adversário Resultado | Adversário Resultado | Posição         | Adversário Resultado | Adversário Resultado | Posição          |
| ----------------- | -------- | -------------------- | -------------------- | -------------------- | -------------------- | -------------------- | --------------- | -------------------- | -------------------- | ---------------- |
| Colômbia feminino | Feminino |                      |                      |                      |                      |                      |                 |                      |                      |                  |

## Beisebol
A Colômbia qualificou uma equipe masculina (de 24 atletas) após vencer os Jogos Pan-Americanos Júnior de 2021.
Sumário
| Equipe             | Evento            | Fase preliminar      | Fase preliminar      | Fase preliminar      | Fase preliminar | Semifinal            | Final / MB / Po.     | Final / MB / Po. |
| Equipe             | Evento            | Adversário Resultado | Adversário Resultado | Adversário Resultado | Posição         | Adversário Resultado | Adversário Resultado | Posição          |
| ------------------ | ----------------- | -------------------- | -------------------- | -------------------- | --------------- | -------------------- | -------------------- | ---------------- |
| Colômbia masculino | Torneio masculino |                      |                      |                      |                 |                      |                      |                  |

## Boliche
A Colômbia qualificou uma equipe completa de dois homens e duas mulheres através dos Jogos Sul-Americanos de 2022, realizados em Assunção, Paraguai.
| Atleta | Evento               | Classificação / Final | Classificação / Final | Classificação / Final | Classificação / Final | Classificação / Final | Classificação / Final | Classificação / Final | Classificação / Final | Classificação / Final | Classificação / Final | Classificação / Final | Classificação / Final | Classificação / Final | Classificação / Final | Classificação / Final | Classificação / Final | Eliminatórias | Eliminatórias | Eliminatórias | Eliminatórias | Eliminatórias | Eliminatórias | Eliminatórias | Eliminatórias | Eliminatórias | Eliminatórias | Eliminatórias | Semifinal            | Final / MB           | Final / MB |
| Atleta | Evento               | Bloco 1               | Bloco 1               | Bloco 1               | Bloco 1               | Bloco 1               | Bloco 1               | Bloco 1               | Bloco 2               | Bloco 2               | Bloco 2               | Bloco 2               | Bloco 2               | Bloco 2               | Bloco 2               | Total                 | Posição               | Eliminatórias | Eliminatórias | Eliminatórias | Eliminatórias | Eliminatórias | Eliminatórias | Eliminatórias | Eliminatórias | Eliminatórias | Eliminatórias | Eliminatórias | Semifinal            | Final / MB           | Final / MB |
| Atleta | Evento               | 1                     | 2                     | 3                     | 4                     | 5                     | 6                     | Total                 | 7                     | 8                     | 9                     | 10                    | 11                    | 12                    | Total                 | Total                 | Posição               | 1             | 2             | 3             | 4             | 5             | 6             | 7             | 8             | Total         | Grande total  | Posição       | Adversário Resultado | Adversário Resultado | Posição    |
| ------ | -------------------- | --------------------- | --------------------- | --------------------- | --------------------- | --------------------- | --------------------- | --------------------- | --------------------- | --------------------- | --------------------- | --------------------- | --------------------- | --------------------- | --------------------- | --------------------- | --------------------- | ------------- | ------------- | ------------- | ------------- | ------------- | ------------- | ------------- | ------------- | ------------- | ------------- | ------------- | -------------------- | -------------------- | ---------- |
|        | Individual masculino |                       |                       |                       |                       |                       |                       |                       |                       |                       |                       |                       |                       |                       |                       |                       |                       |               |               |               |               |               |               |               |               |               |               |               |                      |                      |            |
|        |                      |                       |                       |                       |                       |                       |                       |                       |                       |                       |                       |                       |                       |                       |                       |                       |                       |               |               |               |               |               |               |               |               |               |               |               |                      |                      |            |
|        | Duplas masculinas    |                       |                       |                       |                       |                       |                       |                       |                       |                       |                       |                       |                       |                       |                       |                       |                       | —             | —             | —             | —             | —             | —             | —             | —             | —             | —             | —             | —                    | —                    | —          |
|        | Individual feminino  |                       |                       |                       |                       |                       |                       |                       |                       |                       |                       |                       |                       |                       |                       |                       |                       |               |               |               |               |               |               |               |               |               |               |               |                      |                      |            |
|        |                      |                       |                       |                       |                       |                       |                       |                       |                       |                       |                       |                       |                       |                       |                       |                       |                       |               |               |               |               |               |               |               |               |               |               |               |                      |                      |            |
|        | Duplas femininas     |                       |                       |                       |                       |                       |                       |                       |                       |                       |                       |                       |                       |                       |                       |                       |                       | —             | —             | —             | —             | —             | —             | —             | —             | —             | —             | —             | —                    | —                    | —          |

## Boxe
A Colômbia qualificou sete boxeadores (três homens e quatro mulheres) após atingir a final dos Jogos Sul-Americanos de 2022. A Colômbia classificou um boxeador após vencer a respectiva categoria nos Jogos Pan-Americanos Júnior de 2021.
Masculino
| Atleta                  | Evento   | Quartas-de-final     | Semifinal            | Final                | Final   |
| Atleta                  | Evento   | Adversário Resultado | Adversário Resultado | Adversário Resultado | Posição |
| ----------------------- | -------- | -------------------- | -------------------- | -------------------- | ------- |
| Juan Sebastián Palacios | –51 kg   |                      |                      |                      |         |
| José Manuel Viáfara     | –63,5 kg |                      |                      |                      |         |
| Alexander Rangel        | –71 kg   |                      |                      |                      |         |
|                         | +92 kg   |                      |                      |                      |         |

Feminino
| Atleta          | Evento | Quartas-de-final     | Semifinal            | Final                | Final   |
| Atleta          | Evento | Adversário Resultado | Adversário Resultado | Adversário Resultado | Posição |
| --------------- | ------ | -------------------- | -------------------- | -------------------- | ------- |
| Ingrit Valencia | –50 kg |                      |                      |                      |         |
| Yeni Arias      | –57 kg |                      |                      |                      |         |
| Angie Valdes    | –60 kg |                      |                      |                      |         |
| Luisa Montiel   | –75 kg |                      |                      |                      |         |

## Canoagem

### Velocidade
A Colômbia qualificou um total de cinco canoístas de velocidade (três homens e duas mulheres).
Masculino
| Atleta | Evento     | Eliminatória | Eliminatória | Semifinal | Semifinal | Final | Final   |
| Atleta | Evento     | Tempo        | Posição      | Tempo     | Posição   | Tempo | Posição |
| ------ | ---------- | ------------ | ------------ | --------- | --------- | ----- | ------- |
|        | C-1 1000 m |              |              |           |           |       |         |
|        | C-2 500 m  |              |              |           |           |       |         |

Feminino
| Atleta | Evento    | Eliminatória | Eliminatória | Semifinal | Semifinal | Final | Final   |
| Atleta | Evento    | Tempo        | Posição      | Tempo     | Posição   | Tempo | Posição |
| ------ | --------- | ------------ | ------------ | --------- | --------- | ----- | ------- |
|        | C-1 200 m |              |              |           |           |       |         |
|        | K-1 500 m |              |              |           |           |       |         |

## Caratê
A Colômbia qualificou uma equipe de 10 caratecas (5 homens e 5 mulheres) através do Campeonato Centro-Americano e do Caribe de 2023 e do Campeonato Pan-Americano de 2023.
Kumite
| Atleta | Evento           | Fase de grupos       | Fase de grupos       | Fase de grupos       | Fase de grupos | Semifinal            | Final                | Final   |
| Atleta | Evento           | Adversário Resultado | Adversário Resultado | Adversário Resultado | Posição        | Adversário Resultado | Adversário Resultado | Posição |
| ------ | ---------------- | -------------------- | -------------------- | -------------------- | -------------- | -------------------- | -------------------- | ------- |
|        | −60 kg masculino |                      |                      |                      |                |                      |                      |         |
|        | −67 kg masculino |                      |                      |                      |                |                      |                      |         |
|        | −75 kg masculino |                      |                      |                      |                |                      |                      |         |
|        | −84 kg masculino |                      |                      |                      |                |                      |                      |         |
|        | +84 kg masculino |                      |                      |                      |                |                      |                      |         |
|        | −55 kg feminino  |                      |                      |                      |                |                      |                      |         |
|        | −61 kg feminino  |                      |                      |                      |                |                      |                      |         |
|        | −68 kg feminino  |                      |                      |                      |                |                      |                      |         |
|        | +68 kg feminino  |                      |                      |                      |                |                      |                      |         |

Kata
| Atleta | Evento              | Fase de grupos 1 | Fase de grupos 1 | Fase de grupos 2 | Fase de grupos 2 | Final / MB           | Final / MB |
| Atleta | Evento              | Pontuação        | Posição          | Pontuação        | Posição          | Adversário Pontuação | Posição    |
| ------ | ------------------- | ---------------- | ---------------- | ---------------- | ---------------- | -------------------- | ---------- |
|        | Individual feminino |                  |                  |                  |                  |                      |            |

## Ciclismo
A Colômbia classificou 38 ciclistas (18 homens e 20 mulheres).

### BMX
Corrida
| Atleta               | Evento    | Fase de ranqueamento | Fase de ranqueamento | Quartas-de-final | Quartas-de-final | Semifinal | Semifinal | Final | Final   |
| Atleta               | Evento    | Tempo                | Posição              | Pontos           | Posição          | Tempo     | Posição   | Tempo | Posição |
| -------------------- | --------- | -------------------- | -------------------- | ---------------- | ---------------- | --------- | --------- | ----- | ------- |
| Mateo Carmona Garcia | Masculino |                      |                      |                  |                  |           |           |       |         |
|                      | Masculino |                      |                      |                  |                  |           |           |       |         |
|                      | Masculino |                      |                      |                  |                  |           |           |       |         |
|                      | Feminino  |                      |                      |                  |                  |           |           |       |         |
|                      |           |                      |                      |                  |                  |           |           |       |         |

Estilo livre
| Atleta | Evento    | Chaveamento | Chaveamento | Final  | Final   |
| Atleta | Evento    | Pontos      | Posição     | Pontos | Posição |
| ------ | --------- | ----------- | ----------- | ------ | ------- |
|        | Masculino |             |             |        |         |
|        | Feminino  |             |             |        |         |

### Estrada
A Colômbia classificou dois ciclistas na estrada após vencerem os eventos nos Jogos Pan-Americanos Júnior de 2021. A Colômbia também classificou cinco ciclistas no Campeonato Pan-Americano.
| Atleta                          | Evento                      | Tempo | Posição |
| ------------------------------- | --------------------------- | ----- | ------- |
|                                 | Corrida em estrada feminina |       |         |
|                                 |                             |       |         |
| Victor Alejandro Ocampo Giraldo | Contra o relógio masculino  |       |         |
|                                 | Contra o relógio masculino  |       |         |
| Lina Marcela Hernandez Gomez    | Contra o relógio feminino   |       |         |
|                                 | Contra o relógio feminino   |       |         |

### Mountain bike
A Colômbia classificou uma ciclista no mountain bike após vencer o evento nos Jogos Pan-Americanos Júnior de 2021. A Colômbia também classificou quatro atletas durante o Campeonato Pan-Americano de 2023.
| Atleta                   | Evento                  | Tempo | Posição |
| ------------------------ | ----------------------- | ----- | ------- |
|                          | Cross-country masculino |       |         |
|                          |                         |       |         |
| Angie Milena Lara Zarazo | Cross-country feminino  |       |         |
|                          | Cross-country feminino  |       |         |
|                          | Cross-country feminino  |       |         |

### Pista
Velocidade
| Atleta                         | Evento               | Classificação | Classificação | Oitavas-de-final | Repescagem 1     | Quartas-de-final     | Semifinais           | Final                | Final   |
| Atleta                         | Evento               | Tempo         | Posição       | Adversário Tempo | Adversário Tempo | Adversário Resultado | Adversário Resultado | Adversário Resultado | Posição |
| ------------------------------ | -------------------- | ------------- | ------------- | ---------------- | ---------------- | -------------------- | -------------------- | -------------------- | ------- |
| Cristian David Ortega Fontalvo | Individual masculino |               |               |                  |                  |                      |                      |                      |         |
|                                | Individual masculino |               |               |                  |                  |                      |                      |                      |         |
|                                | Individual masculino |               |               |                  |                  |                      |                      |                      |         |
| Marianis Salazar Sanchez       | Individual feminino  |               |               |                  |                  |                      |                      |                      |         |
|                                | Individual feminino  |               |               |                  |                  |                      |                      |                      |         |
|                                | Individual feminino  |               |               |                  |                  |                      |                      |                      |         |
|                                | Equipe masculina     |               |               | —                | —                | —                    | —                    |                      |         |
|                                | Equipe feminina      |               |               | —                | —                | —                    | —                    |                      |         |

Perseguição
| Atleta | Evento           | Classificação | Classificação | Semifinais           | Finais               | Finais  |
| Atleta | Evento           | Tempo         | Posição       | Adversário Resultado | Adversário Resultado | Posição |
| ------ | ---------------- | ------------- | ------------- | -------------------- | -------------------- | ------- |
|        | Equipe masculina |               |               |                      |                      |         |
|        | Equipe feminina  |               |               |                      |                      |         |

Keirin
| Atleta                         | Evento    | Eliminatórias | Repescagem | Final   |
| Atleta                         | Evento    | Posição       | Posição    | Posição |
| ------------------------------ | --------- | ------------- | ---------- | ------- |
| Cristian David Ortega Fontalvo | Masculino |               |            |         |
|                                | Masculino |               |            |         |
| Marianis Salazar Sanchez       | Feminino  |               |            |         |
|                                | Feminino  |               |            |         |

Madison
| Atleta | Evento    | Pontos | Posição |
| ------ | --------- | ------ | ------- |
|        | Masculino |        |         |
|        | Feminino  |        |         |

Omnium
| Atleta                       | Evento    | Scratch race | Scratch race | Corrida por tempo | Corrida por tempo | Corrida de eliminação | Corrida de eliminação | Corrida por pontos | Corrida por pontos | Total  | Total   |
| Atleta                       | Evento    | Pontos       | Posição      | Pontos            | Posição           | Pontos                | Posição               | Pontos             | Posição            | Pontos | Posição |
| ---------------------------- | --------- | ------------ | ------------ | ----------------- | ----------------- | --------------------- | --------------------- | ------------------ | ------------------ | ------ | ------- |
| Anderson Arboleda Ruiz       | Masculino |              |              |                   |                   |                       |                       |                    |                    |        |         |
|                              | Masculino |              |              |                   |                   |                       |                       |                    |                    |        |         |
| Lina Marcela Hernández Gomez | Feminino  |              |              |                   |                   |                       |                       |                    |                    |        |         |
|                              | Feminino  |              |              |                   |                   |                       |                       |                    |                    |        |         |

## Esgrima
A Colômbia classificou uma equipe completa de 18 esgrimistas (nove homens e nove mulheres), após todas as seis equipes terminarem entre os sete primeiros no Campeonato Pan-Americano de Esgrima de 2022 em Assunção, Paraguai.
Individual
Masculino
| Atleta | Evento  | Fase de grupos | Fase de grupos | Oitavas-de-final     | Quartas-de-final     | Semifinais           | Final                | Final     |
| Atleta | Evento  | Vitórias       | Chaveamento    | Adversário Resultado | Adversário Resultado | Adversário Resultado | Adversário Resultado | Pontuação |
| ------ | ------- | -------------- | -------------- | -------------------- | -------------------- | -------------------- | -------------------- | --------- |
|        | Espada  |                |                |                      |                      |                      |                      |           |
|        |         |                |                |                      |                      |                      |                      |           |
|        | Florete |                |                |                      |                      |                      |                      |           |
|        |         |                |                |                      |                      |                      |                      |           |
|        | Sabre   |                |                |                      |                      |                      |                      |           |
|        |         |                |                |                      |                      |                      |                      |           |

Feminino
| Atleta | Evento  | Fase de grupos | Fase de grupos | Oitavas-de-final     | Quartas-de-final     | Semifinais           | Final                | Final     |
| Atleta | Evento  | Vitórias       | Chaveamento    | Adversário Resultado | Adversário Resultado | Adversário Resultado | Adversário Resultado | Pontuação |
| ------ | ------- | -------------- | -------------- | -------------------- | -------------------- | -------------------- | -------------------- | --------- |
|        | Espada  |                |                |                      |                      |                      |                      |           |
|        |         |                |                |                      |                      |                      |                      |           |
|        |         |                |                |                      |                      |                      |                      |           |
|        | Florete |                |                |                      |                      |                      |                      |           |
|        |         |                |                |                      |                      |                      |                      |           |
|        | Sabre   |                |                |                      |                      |                      |                      |           |
|        |         |                |                |                      |                      |                      |                      |           |

Equipe
| Atleta | Evento            | Quartas-de-final     | Semifinais/Consolação | Final / MB / Po      | Final / MB / Po |
| Atleta | Evento            | Adversário Resultado | Adversário Resultado  | Adversário Resultado | Posição         |
| ------ | ----------------- | -------------------- | --------------------- | -------------------- | --------------- |
|        | Espada masculino  |                      |                       |                      |                 |
|        | Florete masculino |                      |                       |                      |                 |
|        | Sabre masculino   |                      |                       |                      |                 |
|        | Espada feminino   |                      |                       |                      |                 |
|        | Florete feminino  |                      |                       |                      |                 |
|        | Sabre feminino    |                      |                       |                      |                 |

## Esqui aquático
A Colômbia classificou dois wakeboarders (um de cada gênero) durante o Campeonato Pan-Americano de 2022.
A Colômbia também classificou quatro esquiadores aquáticos após o Campeonato Pan-Americano de Esqui Aquático de 2022.
Esqui aquático
Masculino
| Atleta | Evento  | Preliminar | Preliminar | Final  | Final | Final   | Final | Final |
| Atleta | Evento  | Resultado  | Posição    | Slalom | Rampa | Truques | Total | Rank  |
| ------ | ------- | ---------- | ---------- | ------ | ----- | ------- | ----- | ----- |
|        | Slalom  |            |            |        |       |         |       |       |
|        | Rampa   |            |            |        |       |         |       |       |
|        | Truques |            |            |        |       |         |       |       |
|        | Geral   |            |            |        |       |         |       |       |

Feminino
| Atleta | Evento  | Preliminar | Preliminar | Final  | Final | Final   | Final | Final |
| Atleta | Evento  | Resultado  | Posição    | Slalom | Rampa | Truques | Total | Rank  |
| ------ | ------- | ---------- | ---------- | ------ | ----- | ------- | ----- | ----- |
|        | Slalom  |            |            |        |       |         |       |       |
|        | Rampa   |            |            |        |       |         |       |       |
|        | Truques |            |            |        |       |         |       |       |
|        | Geral   |            |            |        |       |         |       |       |

Wakeboard
Masculino
| Atleta | Evento    | Preliminar | Preliminar | Final  | Final  | Final   | Final | Final   |
| Atleta | Evento    | Resultado  | Posição    | Slalom | Saltos | Truques | Total | Posição |
| ------ | --------- | ---------- | ---------- | ------ | ------ | ------- | ----- | ------- |
|        | Wakeboard |            |            | —      | —      | —       |       |         |

Feminino
| Atleta | Evento    | Preliminar | Preliminar | Final  | Final  | Final   | Final | Final   |
| Atleta | Evento    | Resultado  | Posição    | Slalom | Saltos | Truques | Total | Posição |
| ------ | --------- | ---------- | ---------- | ------ | ------ | ------- | ----- | ------- |
|        | Wakeboard |            |            | —      | —      | —       |       |         |

## Futebol

### Masculino
A Colômbia classificou uma equipe masculina (de 18 atletas) com uma rodada de antecedência da final do Campeonato Sul-Americano de Futebol Sub-20 de 2023, fechando em 3° lugar.
Sumário
Key:
- A.T.E – Após tempo extra.
- P – Partida decidida na disputa por pênaltis.

| Equipe             | Evento    | Fase de grupos       | Fase de grupos       | Fase de grupos       | Fase de grupos | Semifinal            | Final / MB / Po.     | Final / MB / Po. |
| Equipe             | Evento    | Adversário Resultado | Adversário Resultado | Adversário Resultado | Posição        | Adversário Resultado | Adversário Resultado | Posição          |
| ------------------ | --------- | -------------------- | -------------------- | -------------------- | -------------- | -------------------- | -------------------- | ---------------- |
| Colômbia masculino | Masculino |                      |                      |                      |                |                      |                      |                  |

## Ginástica

### Artística
A Colômbia qualificou uma equipe completa de 10 ginastas (cinco homens e cinco mulheres) no Campeonato Pan-Americano de 2023.
Masculino
Classificação individual e por equipes
| Atleta | Evento | Final    | Final    | Final    | Final    | Final    | Final    | Final | Final   |
| Atleta | Evento | Aparelho | Aparelho | Aparelho | Aparelho | Aparelho | Aparelho | Total | Posição |
| Atleta | Evento | S        | CA       | A        | Sa       | BP       | BF       | Total | Posição |
| ------ | ------ | -------- | -------- | -------- | -------- | -------- | -------- | ----- | ------- |
|        | Equipe |          |          |          |          |          |          |       |         |
|        |        |          |          |          |          |          |          |       |         |
|        |        |          |          |          |          |          |          |       |         |
|        |        |          |          |          |          |          |          |       |         |
|        |        |          |          |          |          |          |          |       |         |
| Total  |        |          |          |          |          |          |          |       |         |

Legenda de classificação: Q = Classificado para a final por aparelhos
Feminino
Classificação individual e por equipes
| Atleta | Evento | Final    | Final    | Final    | Final    | Final | Final   |
| Atleta | Evento | Aparelho | Aparelho | Aparelho | Aparelho | Total | Posição |
| Atleta | Evento | Sa       | BA       | TE       | S        | Total | Posição |
| ------ | ------ | -------- | -------- | -------- | -------- | ----- | ------- |
|        | Equipe |          |          |          |          |       |         |
|        |        |          |          |          |          |       |         |
|        |        |          |          |          |          |       |         |
|        |        |          |          |          |          |       |         |
|        |        |          |          |          |          |       |         |
| Total  |        |          |          |          |          |       |         |

Legenda de classificação: Q = Classificado para a final por aparelhos

### Rítmica
A Colômbia qualificou duas ginastas rítmicas no individual e cinco ginastas para o evento de conjuntos (sete mulheres no total).
Individual
| Atleta | Evento           | Aparelho | Aparelho | Aparelho | Aparelho | Total     | Total   |
| Atleta | Evento           | Bola     | Maças    | Arco     | Fita     | Resultado | Posição |
| ------ | ---------------- | -------- | -------- | -------- | -------- | --------- | ------- |
|        | Individual geral |          |          |          |          |           |         |
|        |                  |          |          |          |          |           |         |
|        | Bola             |          | —        | —        | —        |           |         |
|        | Maças            | —        |          | —        | —        |           |         |
|        | Arco             | —        | —        |          | —        |           |         |
|        | Fita             | —        | —        | —        |          |           |         |

Conjunto
| Atleta | Evento            | Aparelho | Aparelho          | Total     | Total   |
| Atleta | Evento            | 5 arcos  | 3 fitas + 2 bolas | Resultado | Posição |
| ------ | ----------------- | -------- | ----------------- | --------- | ------- |
|        | Geral             |          |                   |           |         |
|        | 5 arcos           |          | —                 |           |         |
|        | 3 fitas + 2 bolas | —        |                   |           |         |

### Trampolim
A Colômbia qualificou dois atletas (um homem e uma mulher) através do Campeonato Pan-Americano de 2023.
| Atleta | Evento    | Classificação | Classificação | Final     | Final   |
| Atleta | Evento    | Resultado     | Posição       | Resultado | Posição |
| ------ | --------- | ------------- | ------------- | --------- | ------- |
|        | Masculino |               |               |           |         |
|        | Feminino  |               |               |           |         |

## Levantamento de peso
A Colômbia qualificou 14 halterofilistas (oito homens e seis mulheres).
Masculino
| Atleta         | Evento  | Arranco | Arranco | Arremesso | Arremesso | Total | Total   |
| Atleta         | Evento  | Peso    | Posição | Peso      | Posição   | Peso  | Posição |
| -------------- | ------- | ------- | ------- | --------- | --------- | ----- | ------- |
|                |         |         |         |           |           |       |         |
|                |         |         |         |           |           |       |         |
|                |         |         |         |           |           |       |         |
|                |         |         |         |           |           |       |         |
| Estiven Villar | -61 kg  |         |         |           |           |       |         |
| Juan Martínez  | -73 kg  |         |         |           |           |       |         |
| Yeison López   | -102 kg |         |         |           |           |       |         |
| Luis Quiñones  | +102 kg |         |         |           |           |       |         |

Feminino
| Atleta            | Evento | Arranco | Arranco | Arremesso | Arremesso | Total | Total   |
| Atleta            | Evento | Peso    | Posição | Peso      | Posição   | Peso  | Posição |
| ----------------- | ------ | ------- | ------- | --------- | --------- | ----- | ------- |
|                   |        |         |         |           |           |       |         |
|                   |        |         |         |           |           |       |         |
|                   |        |         |         |           |           |       |         |
|                   |        |         |         |           |           |       |         |
| Concepción Úsuga  | -59 kg |         |         |           |           |       |         |
| Julieth Rodríguez | -71 kg |         |         |           |           |       |         |

## Lutas
A Colômbia classificou quatro lutadores (Livre masculino: 57 kg e 86 kg), (Greco-romana: 67 kg e 87 kg)através do Campeonato Pan-Americano de Lutas de 2022 realizado em Acapulco, México. A Colômbia também classificou dois lutadores (Greco-romana: 60 kg), (Livre feminino: 68 kg) após vencer as respectivas categorias nos Jogos Pan-Americanos Júnior de 2021.
Chave:
- VT – Vitória por queda
- PP – Decisão por pontos – derrotado com pontos técnicos.
- PO – Decisão por pontos – derrotado sem pontos técnicos.
- SP – Superioridade técnica – o derrotado com pontos técnicos e uma margem de vitória de pelo menos 9 (Greco-romana) ou 10 (livre) pontos.
- ST – Grande superioridade – o derrotado sem pontos técnicos e uma margem de vitória de pelo menos 8 (Greco-romana) ou 10 (livre) pontos.
- VA – Decisão por desistência

Masculino
| Atleta | Evento             | Quartas-de-final     | Semifinal            | Final / MB           | Final / MB |
| Atleta | Evento             | Adversário Resultado | Adversário Resultado | Adversário Resultado | Posição    |
| ------ | ------------------ | -------------------- | -------------------- | -------------------- | ---------- |
|        | Livre 57 kg        |                      |                      |                      |            |
|        | Livre 86 kg        |                      |                      |                      |            |
|        | Greco-romana 60 kg |                      |                      |                      |            |
|        | Greco-romana 67 kg |                      |                      |                      |            |
|        | Greco-romana 87 kg |                      |                      |                      |            |

Feminino
| Atleta | Evento | Quartas-de-final     | Semifinal            | Final / MB           | Final / MB |
| Atleta | Evento | Adversário Resultado | Adversário Resultado | Adversário Resultado | Posição    |
| ------ | ------ | -------------------- | -------------------- | -------------------- | ---------- |
|        | 68 kg  |                      |                      |                      |            |

## Natação
A Colômbia classificou um nadador masculino para a competição de águas abertas durante os Jogos Sul-Americanos de 2022. A Colômbia também classificou três nadadores (dois homens e uma mulher) após vencerem os respectivos eventos durante os Jogos Pan-Americanos Júnior de 2021.
Masculino
| Atleta            | Evento      | Eliminatória | Eliminatória | Final | Final   |
| Atleta            | Evento      | Tempo        | Posição      | Tempo | Posição |
| ----------------- | ----------- | ------------ | ------------ | ----- | ------- |
| Santiago Corredor | 400 m livre |              |              |       |         |
| Juan Morales      | 800 m livre |              |              |       |         |
|                   | 10 km       | —            | —            |       |         |

Feminino
| Atleta        | Evento          | Eliminatória | Eliminatória | Final | Final   |
| Atleta        | Evento          | Tempo        | Posição      | Tempo | Posição |
| ------------- | --------------- | ------------ | ------------ | ----- | ------- |
| Karen Durango | 200 m borboleta |              |              |       |         |

## Natação artística
A Colômbia classificou uma equipe completa de nove nadadoras artísticas após conquistar medalhas de prata nos Jogos Sul-Americanos de 2022.
| Atleta | Evento  | Rotina técnica | Rotina técnica | Rotina livre (Final) | Rotina livre (Final) | Rotina livre (Final) | Rotina livre (Final) |
| Atleta | Evento  | Pontos         | Posição        | Pontos               | Posição              | Pontos totais        | Posição              |
| ------ | ------- | -------------- | -------------- | -------------------- | -------------------- | -------------------- | -------------------- |
|        | Dueto   |                |                |                      |                      |                      |                      |
|        | Equipes |                |                |                      |                      |                      |                      |

## Patinação sobre rodas

### Artística
A Colômbia classificou uma equipe de dois atletas na patinação artística (um homem e uma mulher). A Colômbia também classificou dois atletas na patinação artística (um homem e uma mulher) após vencerem os respectivos eventos nos Jogos Pan-Americanos Júnior de 2021.
| Atleta               | Evento    | Programa curto | Programa curto | Programa longo | Programa longo | Total     | Total   |
| Atleta               | Evento    | Pontuação      | Posição        | Pontuação      | Posição        | Pontuação | Posição |
| -------------------- | --------- | -------------- | -------------- | -------------- | -------------- | --------- | ------- |
| Juan Sebastián Lemus | Masculino |                |                |                |                |           |         |
|                      | Masculino |                |                |                |                |           |         |
| Paulina Ruiz         | Feminino  |                |                |                |                |           |         |
|                      | Feminino  |                |                |                |                |           |         |

### Velocidade
A Colômbia classificou três atletas na patinação de velocidade após vencerem os respectivos eventos nos Jogos Pan-Americanos Júnior de 2021.
| Atleta                  | Evento                          | Preliminar | Preliminar | Semifinal | Semifinal | Final | Final   |
| Atleta                  | Evento                          | Tempo      | Posição    | Tempo     | Posição   | Tempo | Posição |
| ----------------------- | ------------------------------- | ---------- | ---------- | --------- | --------- | ----- | ------- |
| Juan Jacobo Mantilla    | 10000 m eliminação masculino    | —          | —          | —         | —         |       |         |
| Juan Jacobo Mantilla    | 1000 m velocidade masculino     |            |            |           |           |       |         |
| Valeria Rodríguez López | 200 m contra o relógio feminino | —          | —          | —         | —         |       |         |
| Valeria Rodríguez López | 500 m + distância feminino      |            |            |           |           |       |         |
| Gabriela Isabel Rueda   | 10000 m eliminação feminino     | —          | —          | —         | —         |       |         |
| Gabriela Isabel Rueda   | 1000 m velocidade feminino      |            |            |           |           |       |         |

### Skate
A Colômbia qualificou uma equipe de três skatistas através do Ranking Olímpico Mundial.
Masculino
| Atleta | Evento | Classificação | Classificação | Final     | Final   |
| Atleta | Evento | Pontuação     | Posição       | Pontuação | Posição |
| ------ | ------ | ------------- | ------------- | --------- | ------- |
|        | Street |               |               |           |         |

Feminino
| Atleta | Evento | Classificação | Classificação | Final     | Final   |
| Atleta | Evento | Pontuação     | Posição       | Pontuação | Posição |
| ------ | ------ | ------------- | ------------- | --------- | ------- |
|        | Park   |               |               |           |         |
|        | Street |               |               |           |         |

## Pentatlo moderno
A Colômbia classificou dois pentatletas (um homem e uma mulher).
| Atleta | Evento            | Esgrima (Espada um toque) | Esgrima (Espada um toque) | Esgrima (Espada um toque) | Esgrima (Espada um toque) | Natação (200 m nado livre) | Natação (200 m nado livre) | Natação (200 m nado livre) | Hipismo (Saltos) | Hipismo (Saltos) | Hipismo (Saltos) | Tiro / Corrida (pistola a laser 10 m / 3000 m cross-country) | Tiro / Corrida (pistola a laser 10 m / 3000 m cross-country) | Tiro / Corrida (pistola a laser 10 m / 3000 m cross-country) | Total  | Total   |
| Atleta | Evento            | V – D                     | Posição                   | Pontos                    | PB                        | Tempo                      | Posição                    | Pontos                     | Penalidades      | Posição          | Pontos           | Tempo                                                        | Posição                                                      | Pontos                                                       | Pontos | Posição |
| ------ | ----------------- | ------------------------- | ------------------------- | ------------------------- | ------------------------- | -------------------------- | -------------------------- | -------------------------- | ---------------- | ---------------- | ---------------- | ------------------------------------------------------------ | ------------------------------------------------------------ | ------------------------------------------------------------ | ------ | ------- |
|        | Masculino         |                           |                           |                           |                           |                            |                            |                            |                  |                  |                  |                                                              |                                                              |                                                              |        |         |
|        | Feminino          |                           |                           |                           |                           |                            |                            |                            |                  |                  |                  |                                                              |                                                              |                                                              |        |         |
|        | Revezamento misto |                           |                           |                           |                           |                            |                            |                            |                  |                  |                  |                                                              |                                                              |                                                              |        |         |

## Raquetebol
A Colômbia classificou uma equipe de duas atletas femininas.
| Atleta | Evento              | Fase de grupos       | Fase de grupos       | Fase de grupos       | Fase de grupos | Oitavas-de-final     | Quartas-de-final     | Semifinal            | Final                | Final   |
| Atleta | Evento              | Adversário Resultado | Adversário Resultado | Adversário Resultado | Posição        | Adversário Resultado | Adversário Resultado | Adversário Resultado | Adversário Resultado | Posição |
| ------ | ------------------- | -------------------- | -------------------- | -------------------- | -------------- | -------------------- | -------------------- | -------------------- | -------------------- | ------- |
|        | Individual feminino |                      |                      |                      |                |                      |                      |                      |                      |         |
|        |                     |                      |                      |                      |                |                      |                      |                      |                      |         |
|        | Duplas femininas    |                      |                      |                      |                |                      |                      |                      |                      |         |
|        | Equipes femininas   | —                    | —                    | —                    | —              |                      |                      |                      |                      |         |

## Rugby sevens

### Feminino
A Colômbia classificou uma equipe feminina (de 12 atletas) após conquistar o bronze na competição feminina dos Jogos Sul-Americanos.
Sumário
| Equipe            | Evento   | Fase de grupos       | Fase de grupos       | Fase de grupos       | Fase de grupos | Semifinal            | Final / MB / Po.     | Final / MB / Po. |
| Equipe            | Evento   | Adversário Resultado | Adversário Resultado | Adversário Resultado | Posição        | Adversário Resultado | Adversário Resultado | Posição          |
| ----------------- | -------- | -------------------- | -------------------- | -------------------- | -------------- | -------------------- | -------------------- | ---------------- |
| Colômbia feminino | Feminino |                      |                      |                      |                |                      |                      |                  |

## Squash
A Colômbia classificou uma equipe completa de seis atletas (três homens e três mulheres) através do Campeonato Pan-Americano de Squash de 2023 e dos Jogos Sul-Americanos de 2022.
| Atleta | Evento               | Fase de grupos       | Fase de grupos       | Fase de grupos | 16-avos-de-final     | Oitavas-de-final     | Quartas-de-final     | Semifinal / Cl.      | Final / MB / Po.     | Final / MB / Po. |
| Atleta | Evento               | Adversário Resultado | Adversário Resultado | Posição        | Adversário Resultado | Adversário Resultado | Adversário Resultado | Adversário Resultado | Adversário Resultado | Posição          |
| ------ | -------------------- | -------------------- | -------------------- | -------------- | -------------------- | -------------------- | -------------------- | -------------------- | -------------------- | ---------------- |
|        | Individual masculino | —                    | —                    | —              |                      |                      |                      |                      |                      |                  |
|        | Individual masculino | —                    | —                    | —              |                      |                      |                      |                      |                      |                  |
|        | Individual feminino  | —                    | —                    | —              |                      |                      |                      |                      |                      |                  |
|        | Individual feminino  | —                    | —                    | —              |                      |                      |                      |                      |                      |                  |
|        | Duplas masculinas    | —                    | —                    | —              | —                    |                      |                      |                      |                      |                  |
|        | Duplas femininas     | —                    | —                    | —              | —                    |                      |                      |                      |                      |                  |
|        | Duplas mistas        | —                    | —                    | —              | —                    |                      |                      |                      |                      |                  |
|        | Equipes masculinas   |                      |                      |                | —                    |                      |                      |                      |                      |                  |
|        | Equipes femininas    |                      |                      |                | —                    |                      |                      |                      |                      |                  |

## Surfe
A Colômbia classificou duas surfistas femininas.
Artístico
| Atleta | Evento              | Rodada 1             | Rodada 2             | Rodada 3             | Rodada 4             | Repescagem 1         | Repescagem 2         | Repescagem 3         | Repescagem 4         | Repescagem 5         | Final / MB           | Final / MB |
| Atleta | Evento              | Adversário Resultado | Adversário Resultado | Adversário Resultado | Adversário Resultado | Adversário Resultado | Adversário Resultado | Adversário Resultado | Adversário Resultado | Adversário Resultado | Adversário Resultado | Posição    |
| ------ | ------------------- | -------------------- | -------------------- | -------------------- | -------------------- | -------------------- | -------------------- | -------------------- | -------------------- | -------------------- | -------------------- | ---------- |
|        | Shortboard feminino |                      |                      |                      |                      |                      |                      |                      |                      |                      |                      |            |
|        | Stand up feminino   |                      |                      |                      |                      |                      |                      |                      |                      |                      |                      |            |

## Taekwondo
A Colômbia classificou um atleta masculino para um evento do Kyorugi, em virtude do seu título nos Jogos Pan-Americanos Júnior de 2021.
Kyorugi
Masculino
| Atleta           | Evento | Oitavas-de-final     | Quartas-de-final     | Semifinais           | Repescagem           | Final / MB           | Final / MB |
| Atleta           | Evento | Adversário Resultado | Adversário Resultado | Adversário Resultado | Adversário Resultado | Adversário Resultado | Posição    |
| ---------------- | ------ | -------------------- | -------------------- | -------------------- | -------------------- | -------------------- | ---------- |
| Jhon Deivi Reyes | –58 kg |                      |                      |                      |                      |                      |            |
|                  | –58 kg |                      |                      |                      |                      |                      |            |
|                  | –68 kg |                      |                      |                      |                      |                      |            |
|                  | –80 kg |                      |                      |                      |                      |                      |            |
|                  | +80 kg |                      |                      |                      |                      |                      |            |

Feminino
| Atleta | Evento | Oitavas-de-final     | Quartas-de-final     | Semifinais           | Repescagem           | Final / MB           | Final / MB |
| Atleta | Evento | Adversário Resultado | Adversário Resultado | Adversário Resultado | Adversário Resultado | Adversário Resultado | Posição    |
| ------ | ------ | -------------------- | -------------------- | -------------------- | -------------------- | -------------------- | ---------- |
|        | –49 kg |                      |                      |                      |                      |                      |            |
|        | –67 kg |                      |                      |                      |                      |                      |            |
|        | +67 kg |                      |                      |                      |                      |                      |            |

## Tênis
A Colômbia classificou uma tenista após atingir a final do torneio de simples nos Jogos Sul-Americanos de 2022.
Feminino
| Atleta                | Evento  | Primeira rodada      | Segunda rodada       | Oitavas-de-final     | Quartas-de-final     | Semifinal            | Final / MB           | Final / MB |
| Atleta                | Evento  | Adversário Resultado | Adversário Resultado | Adversário Resultado | Adversário Resultado | Adversário Resultado | Adversário Resultado | Posição    |
| --------------------- | ------- | -------------------- | -------------------- | -------------------- | -------------------- | -------------------- | -------------------- | ---------- |
| María Herazo González | Simples | Predefinição:Bye     |                      |                      |                      |                      |                      |            |

## Tênis de mesa
A Colômbia qualificou uma equipe de cinco atletas (dois homens e três mulheres) através do Evento de Qualificação Especial.
Masculino
| Atleta | Evento     | Fase de grupos       | Fase de grupos       | Fase de grupos       | Fase de grupos | Primeira rodada      | Segunda rodada       | Quartas-de-final     | Semifinal            | Final / MB           | Final / MB |
| Atleta | Evento     | Adversário Resultado | Adversário Resultado | Adversário Resultado | Posição        | Adversário Resultado | Adversário Resultado | Adversário Resultado | Adversário Resultado | Adversário Resultado | Posição    |
| ------ | ---------- | -------------------- | -------------------- | -------------------- | -------------- | -------------------- | -------------------- | -------------------- | -------------------- | -------------------- | ---------- |
|        | Individual | —                    | —                    | —                    | —              |                      |                      |                      |                      |                      |            |
|        | Individual | —                    |                      |                      |                |                      |                      |                      |                      |                      |            |
|        | Dupla      | —                    | —                    | —                    | —              | —                    | —                    |                      |                      |                      |            |

Feminino
| Atleta | Evento     | Fase de grupos       | Fase de grupos       | Fase de grupos       | Fase de grupos | Primeira rodada      | Segunda rodada       | Quartas-de-final     | Semifinal            | Final / MB           | Final / MB |
| Atleta | Evento     | Adversário Resultado | Adversário Resultado | Adversário Resultado | Posição        | Adversário Resultado | Adversário Resultado | Adversário Resultado | Adversário Resultado | Adversário Resultado | Posição    |
| ------ | ---------- | -------------------- | -------------------- | -------------------- | -------------- | -------------------- | -------------------- | -------------------- | -------------------- | -------------------- | ---------- |
|        | Individual | —                    | —                    | —                    | —              |                      |                      |                      |                      |                      |            |
|        | Individual | —                    |                      |                      |                |                      |                      |                      |                      |                      |            |
|        | Dupla      | —                    | —                    | —                    | —              | —                    | —                    |                      |                      |                      |            |
|        | Equipe     | —                    |                      |                      |                | —                    | —                    |                      |                      |                      |            |

Misto
| Atleta | Evento | Primeira rodada      | Quartas-de-final     | Semifinal            | Final / MB           | Final / MB |
| Atleta | Evento | Adversário Resultado | Adversário Resultado | Adversário Resultado | Adversário Resultado | Posição    |
| ------ | ------ | -------------------- | -------------------- | -------------------- | -------------------- | ---------- |
|        | Dupla  |                      |                      |                      |                      |            |

## Tiro com arco
A Colômbia classificou 10 arqueiros durante o Campeonato Pan-Americano de 2022.
Masculino
| Atleta | Evento              | Fase de ranqueamento | Fase de ranqueamento | 16-avos-de-final     | Oitavas-de-final     | Quartas-de-final     | Semifinais           | Final / MB           | Rank |
| Atleta | Evento              | Pontuação            | Chaveamento          | Adversário Pontuação | Adversário Pontuação | Adversário Pontuação | Adversário Pontuação | Adversário Pontuação | Rank |
| ------ | ------------------- | -------------------- | -------------------- | -------------------- | -------------------- | -------------------- | -------------------- | -------------------- | ---- |
|        | Recurvo individual  |                      |                      |                      |                      |                      |                      |                      |      |
|        |                     |                      |                      |                      |                      |                      |                      |                      |      |
|        |                     |                      |                      |                      |                      |                      |                      |                      |      |
|        | Composto individual |                      |                      |                      |                      |                      |                      |                      |      |
|        |                     |                      |                      |                      |                      |                      |                      |                      |      |
|        | Recurvo equipes     |                      |                      | —                    | —                    |                      |                      |                      |      |
|        | Composto equipes    |                      |                      | —                    | —                    |                      |                      |                      |      |

Feminino
| Atleta | Evento              | Fase de ranqueamento | Fase de ranqueamento | 16-avos-de-final     | Oitavas-de-final     | Quartas-de-final     | Semifinais           | Final / MB           | Rank |
| Atleta | Evento              | Pontuação            | Chaveamento          | Adversário Pontuação | Adversário Pontuação | Adversário Pontuação | Adversário Pontuação | Adversário Pontuação | Rank |
| ------ | ------------------- | -------------------- | -------------------- | -------------------- | -------------------- | -------------------- | -------------------- | -------------------- | ---- |
|        | Recurvo individual  |                      |                      |                      |                      |                      |                      |                      |      |
|        |                     |                      |                      |                      |                      |                      |                      |                      |      |
|        |                     |                      |                      |                      |                      |                      |                      |                      |      |
|        | Composto individual |                      |                      |                      |                      |                      |                      |                      |      |
|        |                     |                      |                      |                      |                      |                      |                      |                      |      |
|        | Recurvo equipes     |                      |                      | —                    | —                    |                      |                      |                      |      |
|        | Composto equipes    |                      |                      | —                    | —                    |                      |                      |                      |      |

Misto
| Atleta | Evento           | Fase de ranqueamento | Fase de ranqueamento | 16-avos-de-final     | Oitavas-de-final     | Quartas-de-final     | Semifinais           | Final / MB           | Rank |
| Atleta | Evento           | Pontuação            | Chaveamento          | Adversário Pontuação | Adversário Pontuação | Adversário Pontuação | Adversário Pontuação | Adversário Pontuação | Rank |
| ------ | ---------------- | -------------------- | -------------------- | -------------------- | -------------------- | -------------------- | -------------------- | -------------------- | ---- |
|        | Recurvo equipes  |                      |                      | —                    | —                    |                      |                      |                      |      |
|        | Composto equipes |                      |                      | —                    | —                    |                      |                      |                      |      |

## Tiro esportivo
A Colômbia classificou um total de 7 atiradores esportivos no Campeonato das Américas de Tiro de 2022. A Colômbia também classificou um atirador através dos Jogos Sul-Americanos de 2022.
Masculino
Pistola e carabina
| Atleta | Evento             | Classificação | Classificação | Final  | Final   |
| Atleta | Evento             | Pontos        | Posição       | Pontos | Posição |
| ------ | ------------------ | ------------- | ------------- | ------ | ------- |
|        | Pistola de ar 10 m |               |               |        |         |
|        |                    |               |               |        |         |
|        | Tiro rápido 25 m   |               |               |        |         |
|        |                    |               |               |        |         |

Masculino
Espingarda
| Atleta | Evento         | Classificação | Classificação | Semifinal | Semifinal | Final / MB           | Final / MB |
| Atleta | Evento         | Pontos        | Posição       | Pontos    | Posição   | Adversário Resultado | Posição    |
| ------ | -------------- | ------------- | ------------- | --------- | --------- | -------------------- | ---------- |
|        | Fossa olímpica |               |               |           |           |                      |            |
|        |                |               |               |           |           |                      |            |
|        | Skeet          |               |               |           |           |                      |            |

Feminino
Pistola e carabina
| Atleta | Evento              | Classificação | Classificação | Final  | Final   |
| Atleta | Evento              | Pontos        | Posição       | Pontos | Posição |
| ------ | ------------------- | ------------- | ------------- | ------ | ------- |
|        | Carabina de ar 10 m |               |               |        |         |

## Vela
A Colômbia classificou 4 barcos para um total de 5 velejadores.
Masculino
| Atleta | Evento | Regata | Regata | Regata | Regata | Regata | Regata | Regata | Regata | Regata | Regata | Regata | Regata | Regata | Total  | Total   |
| Atleta | Evento | 1      | 2      | 3      | 4      | 5      | 6      | 7      | 8      | 9      | 10     | 11     | 12     | M      | Pontos | Posição |
| ------ | ------ | ------ | ------ | ------ | ------ | ------ | ------ | ------ | ------ | ------ | ------ | ------ | ------ | ------ | ------ | ------- |
|        | IQFoil |        |        |        |        |        |        |        |        |        |        |        |        |        |        |         |
|        | 49er   |        |        |        |        |        |        |        |        |        |        |        |        |        |        |         |

Feminino
| Atleta | Evento  | Regata | Regata | Regata | Regata | Regata | Regata | Regata | Regata | Regata | Regata | Regata | Regata | Regata | Total  | Total   |
| Atleta | Evento  | 1      | 2      | 3      | 4      | 5      | 6      | 7      | 8      | 9      | 10     | 11     | 12     | M      | Pontos | Posição |
| ------ | ------- | ------ | ------ | ------ | ------ | ------ | ------ | ------ | ------ | ------ | ------ | ------ | ------ | ------ | ------ | ------- |
|        | Sunfish |        |        |        |        |        |        |        |        |        |        |        |        |        |        |         |
|        | Kites   |        |        |        |        |        |        |        |        |        |        |        |        |        |        |         |

## Voleibol
Quadra

### Masculino
A Colômbia classificou uma equipe masculina (de 12 atletas) após terminar em terceiro no Torneio Classificatório da CSV.
Sumário
| Equipe             | Evento    | Fase de grupos       | Fase de grupos       | Fase de grupos       | Fase de grupos | Semifinal            | Final / MB / Po.     | Final / MB / Po. |
| Equipe             | Evento    | Adversário Resultado | Adversário Resultado | Adversário Resultado | Posição        | Adversário Resultado | Adversário Resultado | Posição          |
| ------------------ | --------- | -------------------- | -------------------- | -------------------- | -------------- | -------------------- | -------------------- | ---------------- |
| Colômbia masculino | Masculino |                      |                      |                      |                |                      |                      |                  |

### Feminino
A Colômbia classificou uma equipe feminina (de 12 atletas) após terminar em segundo no Torneio Classificatório da CSV.
Sumário
| Equipe            | Evento   | Fase de grupos       | Fase de grupos       | Fase de grupos       | Fase de grupos | Semifinal            | Final / MB / Po.     | Final / MB / Po. |
| Equipe            | Evento   | Adversário Resultado | Adversário Resultado | Adversário Resultado | Posição        | Adversário Resultado | Adversário Resultado | Posição          |
| ----------------- | -------- | -------------------- | -------------------- | -------------------- | -------------- | -------------------- | -------------------- | ---------------- |
| Colômbia feminino | Feminino |                      |                      |                      |                |                      |                      |                  |